# Хмелевской, Андрей Александрович
Андрей Александрович Хмелевской (21 марта 1977, Курск — 5 марта 2000, Ассиновская, Чечня) — милиционер-боец отряда милиции особого назначения при УВД Курской области, сержант милиции. Герой Российской Федерации (26.04.2000, посмертно).

## Биография
Родился 21 марта 1977 года в Курске. Учился в средней школе № 20 Курска, занимался туризмом в городском Дворце пионеров. Окончил среднее профессиональное техническое училище № 4 Курска.
С 1995 по 1997 год проходил срочную службу во внутренних войсках МВД России. Во время службы в армии в течение трех месяцев участвовал в боевых действиях на территории Чеченской республики.
В октябре 1997 года был принят стажером на должность милиционера-бойца ОМОН при УВД Курской области. В августе-сентябре 1999 года в составе сводного отряда Курского ОМОНа участвовал в освобождении от террористов селений Ботлихского района Дагестана. За время службы неоднократно поощрялся руководством УВД Курской области и мобильного отряда МВД России на территории Северо-Кавказского региона, в том числе нагрудными знаками «Отличник милиции», «За отличие в службе» II степени.
9 декабря 1999 года сержант милиции Хмелевской был направлен в очередную служебную командировку на Северный Кавказ. 5 марта 2000 года в районе станицы Ассиновской принял последний бой. В ходе боевого столкновения с бандитами был тяжело ранен. Израсходовав все патроны, взорвал гранатой себя и окруживших его боевиков.
Указом исполняющего обязанности Президента РФ В. В. Путина № 734 от 26 апреля 2000 года сержанту милиции Хмелевскому Андрею Александровичу за мужество и героизм, проявленные в борьбе с незаконными вооруженными формированиями на территории Северо-Кавказского региона присвоено посмертно звание Героя Российской Федерации.
Похоронен на Мемориале памяти павших в Великой Отечественной войне в Курске.

## Память
Приказом МВД России от 14 марта 2002 г. № 230 А. А. Хмелевской навечно зачислен в списки личного состава ОМОН при УВД Курской области. В целях увековечения памяти сержанта милиции Андрея Хмелевского распоряжением администрации города Курска от 09.04.2002 г. № 238-ра его имя занесено на мемориальную стелу «Героям-курянам» на Красной площади г. Курска.
Решением Курского городского собрания от 19.07.2002 г. № 199-2-рс Андрею Александровичу Хмелевскому, милиционеру-бойцу ОМОНа, присвоено звание «Почетный гражданин города Курска». 16 июня 2000 г. средней общеобразовательной школе № 20 г. Курска присвоено имя Андрея Хмелевского.
На доме по улице Комарова, где жил Андрей, и на здании Курского городского Дворца пионеров, где в секции туризма занимался будущий боец ОМОНа, установлены мемориальные доски. С 10 ноября 2005 года его имя на стеле погибшим в здании УВД Курской области. Мемориальная доска установлена также на здании Курского техникума связи (ранее — училище связи, ПУ-4), где он обучался с 1992 по 1995 годы. 16 февраля 2016 года его имя было присвоено улице города Курска (в микрорайоне «Соловьиный») — «ул. Андрея Хмелевского».
С 2001 г. в Курском Дворце пионеров ежегодно проходит фестиваль военно-патриотической песни памяти Героя России Андрея Хмелевского, с 2007 г. во Всемирный день туризма (27 сентября) проводится лично-командное первенство по туризму памяти Андрея Хмелевского среди школьников и студентов Курска.
Бюст Андрея Хмелевского установлен в деревне Анахина Октябрьского района.